# Monde du cirque
Monde du Cirque (ou World Circus, Zirkuswelt) est un évènement itinérant suisse centré sur les arts du cirque, fondé en 1984 par Youri Messen-Jaschin. Il présente tous les aspects du cirque, depuis sa création archéologique jusqu’aux formes les plus contemporaines.

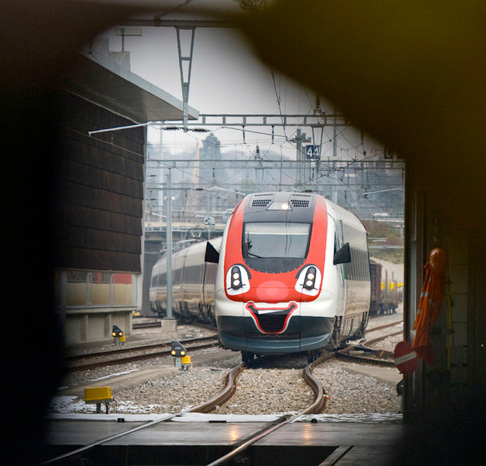
Rame ICN décorée pour Genève 2010.

## Présentation
La durée de chaque manifestation est de neuf à douze mois dans chaque ville. Elle accueille des milliers de spectateurs et propose des spectacles d'acrobates, de jongleurs, des funambules, des fakirs et des cracheurs du feu, des clowns et des musiciens, des dresseurs d'animaux et des magiciens, des danseurs contemporains, de l'opéra, la magie de la lumière, le vinging, des parades de cirque, des mimes, du spectacle cosmique à l'informatique, la science et la physique du cirque. Apportant plus de mille artistes de Suisse et du monde entier, avec presque autant de moyens d'expression, elle englobe une ville dans la beauté de la découverte pendant une année.
« Monde du cirque » s'assigne pour mission principale d'ouvrir une nouvelle voie dans l'art créatif et l’urbanisme. Cette manifestation offre entre autres un intérêt plus vaste à la curiosité du public pour la création contemporaine et les nouvelles technologies. Elle est motivée par le développement irréversible d’une pensée visuelle de plus en plus présente dans les divers domaines du savoir scientifique, de la production industrielle et de la création visuelle, ainsi que par les nouveautés pratiques, industrielles et culturelles de la communication.
Le bénéfice de la manifestation est reversé entièrement à un projet humanitaire.

## Liens externes

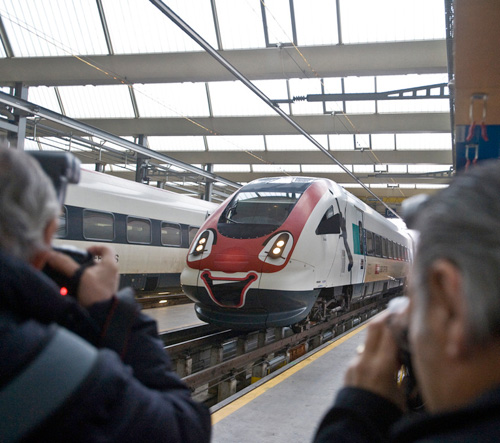
Rame ICN décorée pour Genêve 2010